# 안전지대 VI~달에 젖은 두 사람
| 전문가 평가 | 전문가 평가 |
| 평가 점수   | 평가 점수   |
| 출처        | 점수        |
| ----------- | ----------- |
| CD 저널     | 긍정적      |

《안전지대 VI~달에 젖은 두 사람》(일본어: 安全地帯VI〜月に濡れたふたり 안젠치타이싯쿠스〜츠키니 누레타 후타리[*])는 일본의 록 밴드 안전지대의 여섯 번째 스튜디오 음반이다. 1988년 4월 10일에 유니버셜 뮤직에서 발매되었으며, 전작인 《안전지대 V》 (1986년)에서 약 1년 4개월 만에 발매되었다. 작사는 마츠이 고로, 작사는 타마키 코지, 프로듀싱은 호시 카츠와 카네코 쇼헤이가 맡았다. 녹음은 전년도 가을부터 같은 해 봄까지 일본에서 이루어졌으며, 많은 곡들이 많은 타이핑을 사용하여 디지털로 편곡되었다.
이 음반은 오리콘 차트에서 최고 순위에 올랐을 뿐만 아니라, 1988년 연간 순위에서도 19위에 올랐다.

## 배경
이전 음반 《안전지대 V》 (1986년)가 발매된 후, 밴드는 1987년 2월부터 5월까지 홍콩에서 안전지대 V 투어를 공연할 예정이다. 종료 후, 안전지대는 일시적으로 중단되었고, 타마키 코지는 솔로 작업을 위해 로스앤젤레스와 런던에 머물며 7월 25일에 솔로 데뷔곡 〈All I Do〉를 발표했으며, 8월 10일에는 첫 솔로 음반 《All I Do》를 발표했다.

## 녹음
녹음은 1987년 10월부터 1988년 3월까지 키티 이즈 스튜디오와 키스톤 스튜디오에서 이루어졌다.
이 작품은 《안전지대 IV》 (1985)에서 초기 스타일이 완성되고 다양한 아이디어가 《안전지대 V》에 포장된 후 다음 방향을 모색하는 상태로 제작되었으며, 당시 BARBEE BOYS에 객원 보컬로 소속되어 있던 교코가 〈슬픈 코요테〉에 참여했다.
이전 음반보다 더 많은 게스트 뮤지션을 임명한 이유는 안전지대가 이미 명실상부한 최고의 아티스트가 되었고, 타마키의 영감이 과밀한 일정 속에서도 창의적인 방어에 나서지 않고 실현되었기 때문이다.
또한 현재 안전지대는 주요 프로젝트가 되었으며 타마키의 의도가 직접 반영되지 않았다. 타마키는 이번 음반부터 타이핑 요소가 완전히 포함되어 있어 조작기가 항상 스튜디오에 있다는 사실에 불편함을 느꼈다.

## 곡 목록
작사는 모두 마츠이 고로가 맡았고, 작곡은 모두 타마키 코지가 맡았다.
| #  | 제목                                                   | 재생 시간 |
| -- | ------------------------------------------------------ | --------- |
| 1. | 〈I Love You부터 시작하자 (I Love Youからはじめよう)〉 | 4:26      |
| 2. | 〈슬픈 코요테 (悲しきコヨーテ)〉                       | 3:25      |
| 3. | 〈Juliet〉                                             | 3:50      |
| 4. | 〈애타네 (じれったい)〉                                | 4:14      |
| 5. | 〈별하늘에 떨어진 눈물 (星空におちた涙)〉              | 4:01      |

| #   | 제목                                     | 재생 시간 |
| --- | ---------------------------------------- | --------- |
| 6.  | 〈꿈의 주머니 (夢のポケット)〉           | 3:48      |
| 7.  | 〈No Problem〉                           | 2:33      |
| 8.  | 〈Shade Mind〉                           | 3:24      |
| 9.  | 〈달에 젖은 두 사람 (月に濡れたふたり)〉 | 4:42      |
| 10. | 〈Too Late Too Late〉                    | 4:07      |